# Elizabeth Wilmer
Pour les articles homonymes, voir Wilmer.
Elizabeth Lee Wilmer est une mathématicienne américaine connue pour ses travaux sur les temps de mélange des chaînes de Markov (en). Elle est professeure et ancienne chef de département de mathématiques à l'Oberlin College.

## Biographie
En tant qu'élève de 16 ans au lycée Stuyvesant et capitaine de l'équipe de mathématiques de l'école, Wilmer a remporté la deuxième place au Westinghouse Science Talent Search en 1987, pour un projet impliquant la 3-coloration de graphes,,. Le gagnant de la première place cette année-là était également une femme, marquant la première année où les deux premiers prix sont allés à des femmes,. En tant qu'étudiante de premier cycle au Harvard College, elle a dirigé l'équipe de l'université qui a remporté le premier concours mathématique de modélisation de la Society for Industrial and Applied Mathematics, et elle a été l'une des deux premières lauréates du prix Alice T. Schafer de l'Association for Women in Mathematics récompensant une femme pour son
excellence en mathématiques de premier cycle,,. Elle est diplômée de Harvard en 1991 et a terminé son doctorat à Harvard en 1999. Elle a travaillé avec Persi Diaconis pour sa thèse de doctorat, intitulée Exact Rates of Convergence for Some Simple Non-Reversible Markov Chains, mais après que Diaconis a déménagé de Harvard à Stanford en 1997, son directeur de doctorat officiel est devenu Joe Harris.

## Publications
Avec David A. Levin et Yuval Peres, Wilmer est l'auteure du manuel Markov Chains and Mixing Times (American Mathematical Society, 2009; 2e éd., 2017).